# Купріяновка (імені Габіта Мусрепова район)
Купрія́новка (каз. Куприянов) — село у складі району імені Габіта Мусрепова Північноказахстанської області Казахстану. Входить до складу Ніжинського сільського округу, раніше входило до складу ліквідованої Будьоннівської сільської ради.
Населення — 21 особа (2021; 58 у 2009, 110 у 1999, 107 у 1989).
Національний склад станом на 1989 рік:
- росіяни — 35 %
- казахи — 20 %.